# David C. Jones

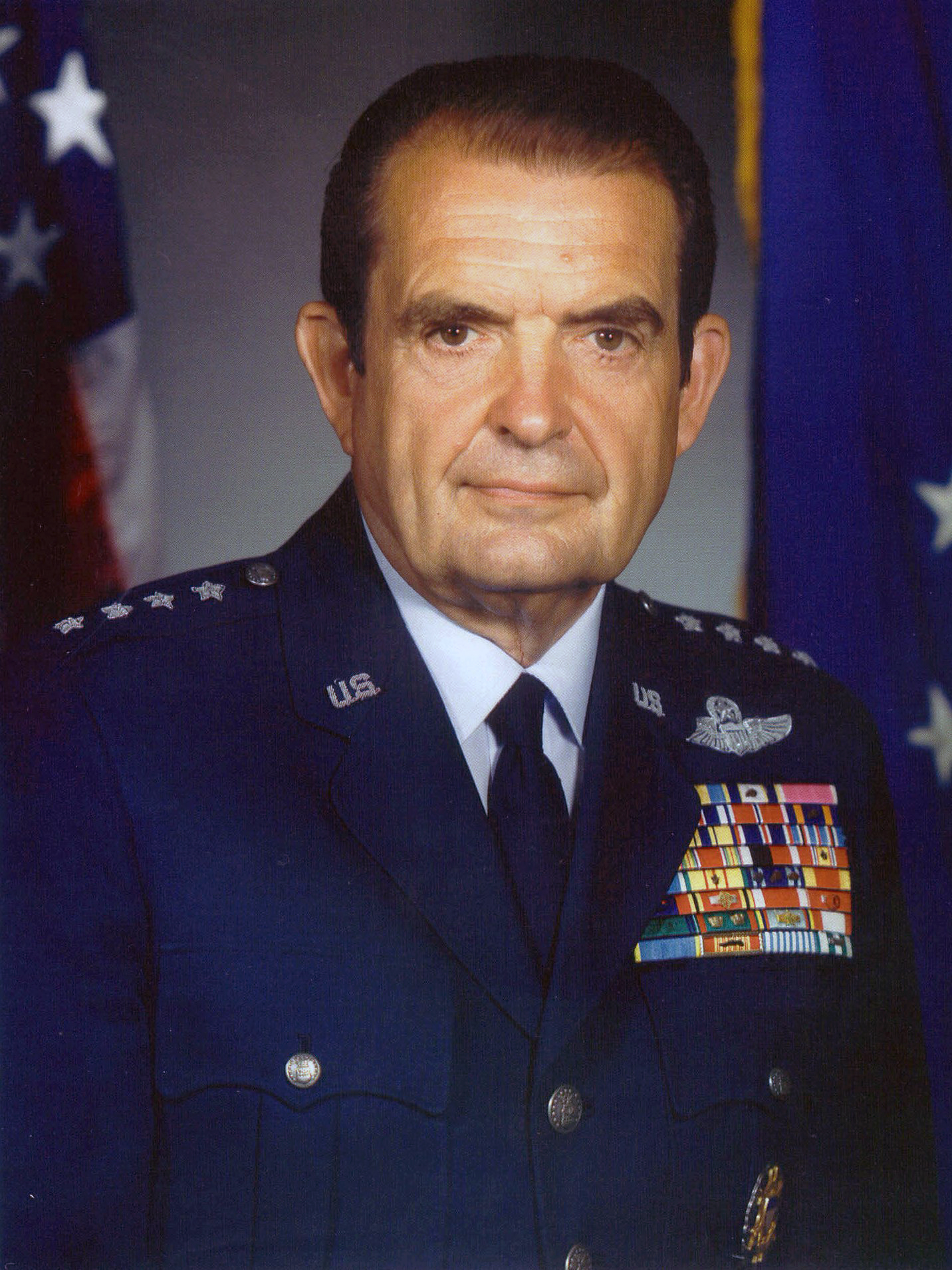
General David C. Jones

David Charles Jones (* 9. Juli 1921 in Aberdeen, South Dakota; † 10. August 2013) war ein US-amerikanischer General der US Air Force. Er war sowohl Chief of Staff of the Air Force als auch Vorsitzender der Joint Chiefs of Staff.

## Biografie
Nach dem Besuch der High School in Minot studierte Jones an der University of North Dakota sowie dem Minot State College. Während des Zweiten Weltkrieges trat er 1943 in die US Army Air Forces ein. Im Laufe seiner militärischen Laufbahn war er 1960 Absolvent des National War College im Fort Lesley J. McNair in Washington, D.C.
Am 1. Juli 1974 wurde er im Range eines Generals zum Generalstabschef der Luftwaffe (Chief of Staff of the Air Force) ernannt und bekleidete dieses Amt bis zum 20. Juni 1978. Im Anschluss erfolgte am 21. Juni 1978 seine Ernennung zum Vorsitzenden der Vereinigten Stabschefs (Joint Chiefs of Staff). Auf diesem Posten blieb er bis zu seinem Eintritt in den Ruhestand am 18. Juni 1982.
Nach seiner Pensionierung war General Jones in der Privatwirtschaft tätig und Mitglied des Vorstandes der Radio Corporation of America (RCA). Er war darüber hinaus auch Mitglied des Council on Foreign Relations. Zudem war er Mitglied in dem evangelikalen Netzwerk The Family.

## Auszeichnungen
Auswahl der Dekorationen, sortiert in Anlehnung der Order of Precedence of the Military Awards:
- Defense Distinguished Service Medal
- Army Distinguished Service Medal
- Navy Distinguished Service Medal
- Air Force Distinguished Service Medal
- Legion of Merit
- Bronze Star
- Großes Bundesverdienstkreuz mit Stern und Schulterband (5. Juni 1974)[3]
- Großoffizier des Verdienstordens der Italienischen Republik